# Kampor
Kampor är en ort i Kroatien.   Den ligger i länet Gorski kotar, i den centrala delen av landet, 150 km sydväst om huvudstaden Zagreb. Kampor ligger 35 meter över havet och antalet invånare är 1 293.
Terrängen runt Kampor är platt västerut, men österut är den kuperad. Havet är nära Kampor västerut.  Närmaste större samhälle är Banjol, 7,4 km sydost om Kampor. I omgivningarna runt Kampor växer i huvudsak blandskog.